# Stanisław Nikitin
Stanisław Igorjewicz Nikitin (ros. Станислав Игоревич Никитин; ur. 22 czerwca 1995 w Jarosławiu) – rosyjski narciarz dowolny, specjalizujący się w skokach akrobatycznych, brązowy medalista mistrzostw świata, złoty medalista mistrzostw świata juniorów.

## Kariera
Pierwszy raz na arenie międzynarodowej pojawił się 3 kwietnia 2011 roku w Krasnojarsku, gdzie w zawodach FIS Race zajął czwarte miejsce w skokach akrobatycznych. W 2012 roku wystartował na mistrzostwach świata juniorów w Valmalenco, zajmując siódme miejsce. Podczas rozgrywanych rok później mistrzostwach świata juniorów w tej samej miejscowości zdobył złoty medal. W zawodach Pucharu Świata zadebiutował 21 lutego 2015 roku w Moskwie, zajmując jedenaste miejsce w skokach. Tym samym już w swoim debiucie zdobył pierwsze pucharowe punkty. Na podium zawodów pucharowych po raz pierwszy stanął 3 lutego 2017 roku w Deer Valley, zajmując trzecie miejsce. Wyprzedzili go tam jedynie Chińczyk Qi Guangpu i Białorusin Stanisłau Hładczenko. W 2017 roku zajął dziewiąte miejsce podczas mistrzostw świata w Sierra Nevada. Dwa lata później, na mistrzostwach świata w Deer Valley wywalczył brązowy medal w rywalizacji drużynowej oraz zajął 5. lokatę w konkursie indywidualnym. Wziął udział w igrzyskach olimpijskich w Pekinie w 2022 roku, gdzie był czwarty w drużynie i dziesiąty indywidualnie.

## Osiągnięcia

### Igrzyska olimpijskie
| Miejsce | Dzień     | Rok  | Miejscowość | Konkurencja              | Zwycięzca         |
| ------- | --------- | ---- | ----------- | ------------------------ | ----------------- |
| 5.      | 10 lutego | 2022 | Pekin       | Skoki akrobatyczne druż. | Stany Zjednoczone |
| 10.     | 16 lutego | 2022 | Pekin       | Skoki akrobatyczne       | Qi Guangpu        |

### Mistrzostwa świata
| Miejsce | Dzień    | Rok  | Miejscowość   | Konkurencja                  | Zwycięzca       |
| ------- | -------- | ---- | ------------- | ---------------------------- | --------------- |
| 9.      | 10 marca | 2017 | Sierra Nevada | Skoki akrobatyczne           | Jonathon Lillis |
| 5.      | 6 lutego | 2019 | Deer Valley   | Skoki akrobatyczne           | Maksim Burow    |
| 3.      | 7 lutego | 2019 | Deer Valley   | Skoki akrobatyczne drużynowo | Szwajcaria      |
| 18.     | 10 marca | 2021 | Ałmaty        | Skoki akrobatyczne           | Maksim Burow    |

### Puchar Świata

#### Miejsca w klasyfikacji generalnej
- sezon 2014/2015: 154.
- sezon 2015/2016: 68.
- sezon 2016/2017: 38.
- sezon 2017/2018: 92.
- sezon 2018/2019: 16.
- sezon 2019/2020: –

Od sezonu 2020/2021 klasyfikacja skoków akrobatycznych jest jednocześnie klasyfikacją generalną.
- sezon 2020/2021: 4.
- sezon 2021/2022: 11.

#### Miejsca na podium w zawodach
1. Deer Valley – 3 lutego 2017 (skoki) – 3. miejsce
2. Moskwa – 6 stycznia 2018 (skoki) – 3. miejsce
3. Lake Placid – 19 stycznia 2019 (skoki) – 3. miejsce
4. Moskwa – 16 lutego 2019 (skoki) – 1. miejsce
5. Mińsk – 23 lutego 2019 (skoki) – 3. miejsce
6. Jarosław – 17 stycznia 2021 (skoki) – 2. miejsce
7. Raubiczy – 30 stycznia 2021 (skoki) – 2. miejsce